# Terrific
«Terrific» (en español, "Fabulosa") es el primer sencillo del EP A Reminder de Drake Bell

## Tema
La canción habla sobre no llamar la atención, sino de ser uno mismo. No cambiar para mal y ser algo que uno no es solo para encajar en alguna situación.

## Video musical
El video fue grabado en blanco y negro en la propia casa de Drake Bell. En este se puede observar a Drake Bell cantando y tocando la guitarra desde cuatro ángulos distintos.

## Lanzamiento
Fue lanzado de forma digital por iTunes el 14 de junio de 2011.